# 萊恩斯伯勒 (明尼蘇達州)
萊恩斯伯勒（英語：Lanesboro）是一個位於美國明尼蘇達州菲爾莫爾縣的城市。

## 歷史
萊恩斯伯勒於1868年設立，同年成立郵局。此地得名自城市建立者之一F·A·萊恩（F. A. Lane）。

## 人口
根據2020年美國人口普查的數據，萊恩斯伯勒的面積為3.33平方千米，當中陸地面積為3.33平方千米，而水域面積為0.00平方千米。當地共有人口724人，而人口密度為每平方千米217人。